# Elias Pettersson
Fredrik Elias Pettersson, född 12 november 1998 i Sundsvall, är en svensk professionell ishockeyspelare som spelar för Vancouver Canucks i NHL. Han är yngre bror till Emil Pettersson, även han professionell hockeyspelare. 
Han växte upp i Ånge och började spela ishockey i moderklubben Ånge IK samt spelade senare ungdoms- och juniorishockey med Timrå IK. Säsongen 2015/16 gjorde han debut med Timrås seniorlag i Hockeyallsvenskan och spelade sedan ytterligare en säsong för klubben innan han april 2017 värvades av SHL-klubben Växjö Lakers Hockey. Pettersson fick sitt genombrott den följande säsongen då han vann SM-guld med Växjö. Dessutom vann han både grundseries och slutspelets poängliga och tilldelades Skyttetrofén. Utöver detta utsågs han bland annat också till SM-slutspelets mest värdefulla spelare och tilldelades Stefan Liv Memorial Trophy.
Pettersson draftades i den första rundan av Vancouver Canucks som femte spelare totalt vid 2017 års NHL-draft. I maj 2018 skrev han ett treårsavtal med Canucks och gjorde sedan NHL-debut den 3 oktober samma år. I slutet av april 2018 gjorde han debut i Tre Kronor och vann månaden därpå VM-guld i Danmark. I ungdoms- och juniorsammanhang har han tagit ett VM-silver vardera med Sveriges J20- och U18-lag.

## Karriär

### Klubblagskarriär

#### 2013–2018: Timrå IK och Växjö Lakers
Petterssons moderklubb är Ånge IK, men som junior spelade han för Timrå IK. Han spelade för klubbens J18-lag för första gången under säsongen 2013/14. Säsongen därpå, vid 16 års ålder, var Pettersson ordinarie i Timrå J18 och vann lagets interna poängliga – på totalt 40 grundseriematcher noterades han för 65 poäng (31 mål, 34 assist). I det efterföljande slutspelet stod han för 14 poäng på åtta matcher (fem mål, nio assist). Under säsongens gång fick han också prova på spel i J20 Superelit där han hade ett snitt på över två poäng per match. På sex matcher stod han noterad för 13 poäng (fyra mål, nio assist). Säsongen 2015/16 inledde Pettersson med Timrås juniorlag. Den 12 november 2015 gjorde han seniordebut med klubben i Hockeyallsvenskan, i en match mot Tingsryds AIF. Senare samma månad, den 19 november, gjorde Pettersson sitt första mål i Hockeyallsvenskan, på Robin Rahm, då AIK besegrades med 5–2. Totalt spelade han 25 matcher för Timrå under grundserien, där han noterades för nio poäng (tre mål, sex assist). Pettersson var sedan ordinarie i Timrås A-lag under säsongen 2016/17. På 43 matcher stod han för 41 poäng (19 mål, 22 assist) och slutade tvåa i lagets interna poängliga bakom Jonathan Dahlén. I den totala poängligan slutade han på nionde plats och var den junior som gjorde flest assister i serien.

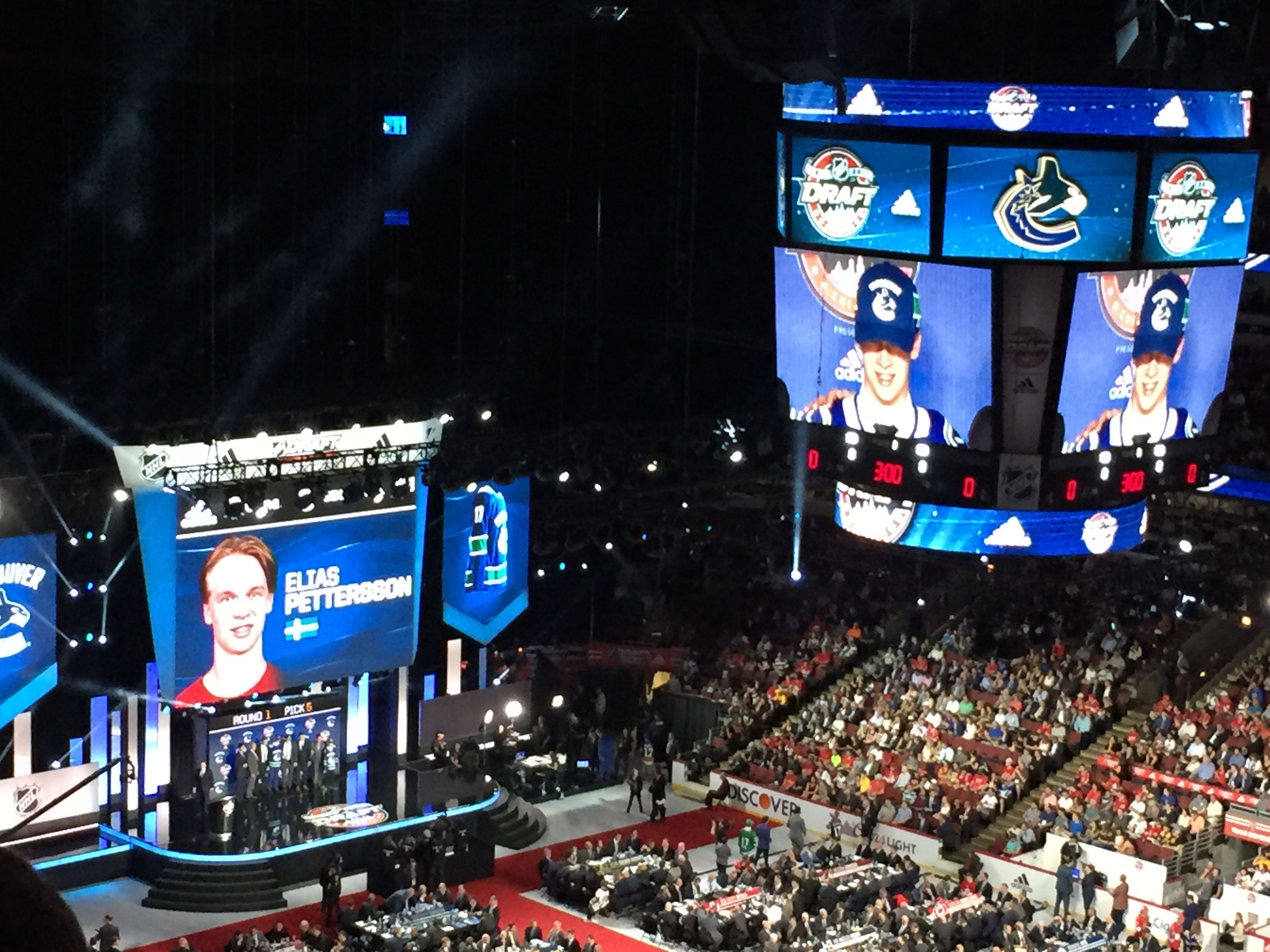
Pettersson väljs som femte spelare i NHL Entry Draft 2017.

Inför säsongen 2017/18 skrev Pettersson den 6 april 2017 ett treårskontrakt med Växjö Lakers Hockey i SHL. Den efterföljande sommaren draftades Pettersson i den första rundan av Vancouver Canucks som femte spelare totalt vid 2017 års NHL-draft. Pettersson gjorde SHL-debut den 19 september 2017 i en 4–3-seger mot Brynäs IF. Pettersson noterades för en assistpoäng i matchen. I sin nionde SHL-match, den 19 oktober samma år, gjorde han sitt första mål i serien, på Cristopher Nihlstorp, i en 1–2-förlust mot Malmö Redhawks. Fem dagar senare stod Pettersson för fem poäng då Växjö besegrade Frölunda HC med 7–3. Han stod för tre mål och två assist, vilket innebar att han gjort sitt första hat trick i SHL. Pettersson missade sedan sju matcher av grundserien kring årsskiftet då han var uttagen att spela JVM i USA. I grundseriens näst sista omgång, den 8 mars 2018, gjorde han fyra poäng i en 6–3-seger mot Malmö Redhawks och passerade därmed Kent Nilssons poängrekord för juniorer i SHL, från säsongen 1975/76. Totalt spelade Pettersson 44 grundseriematcher och tilldelades Skyttetrofén då han med 56 poäng vann grundseriens poängliga. Han vann dessutom juniorernas skytteliga med 24 gjorda mål och var också den spelare som hade bäst plus/minus-statistik i grundserien (27).
Växjö vann grundserien i överlägsen stil och ställdes i kvartsfinalserien mot Brynäs IF. Pettersson gjorde slutspelsdebut den 18 mars 2018 och gjorde sedan sitt första slutspelsmål i seriens fjärde match, på Linus Fernström då han fastställde slutresultatet till 3–5 i Växjös favör. Laget vann serien med 4–1 i matcher och i den efterföljande semifinalserien slog man ut Malmö Redhawks med 4–0 i matcher. Pettersson stod för de matchavgörande målen i både den tredje och den fjärde matchen. Den sista matchen avgjorde han till 1–2 i förlängning. I finalserien vann Växjö mot Skellefteå AIK med 4–0 i matcher. Laget släppte endast in ett mål i serien och Pettersson stod för tio poäng på dessa fyra matcher. Totalt noterades han för 19 poäng på 13 slutspelsmatcher (tio mål, nio assist) och fick därefter emotta Stefan Liv Memorial Trophy, som tilldelas SM-slutspelets mest värdefulla spelare. Vid säsongens slut fick Pettersson emotta ytterligare ett antal individuella priser vid SHL Awards, som gick av stapeln den 30 april 2018. Utöver Stefan Liv Memorial Trophy, utsågs han också till årets forward och årets rookie. Dessutom tilldelades Pettersson också Peter Forsberg Trophy, som går till säsongens bästa forward i svensk ishockey.

#### 2018–idag: Vancouver Canucks
Den 25 maj 2018 meddelades det att Pettersson skrivit ett treårigt entry level-kontrakt med Vancouver Canucks. Den 3 oktober 2018 debuterade Pettersson som center i NHL med Canucks i säsongsöppningen mot Calgary Flames i Rogers Arena. Efter 13:48 i första perioden gjorde han sitt första NHL-mål, assisterad av kedjekamraterna Loui Eriksson och Nikolay Goldobin i andraformationen. I tredje perioden kom hans första assist när han spelade fram Goldobin till 2-0 efter 1:52. Han fick totalt 9:46 i istid (varav 1:19 i powerplay), i matchen som Canucks vann med 5-2. Tre dagar senare spelade Pettersson sin andra NHL-match, återigen mot Flames. Canucks föll med 7–4 och Pettersson stod för två mål och en assistpoäng. Han blev därmed den första tonåringen i klubbens historia att göra mål i sina två första NHL-matcher. Han blev också den sjunde rookien sedan säsongen 1990/91 att göra fem poäng på sina två första matcher. Den 13 oktober 2018 tangerade Pettersson Don Tannahills klubbrekord då han gjort minst en poäng i samtliga av sina fem första NHL-matcher. Pettersson tvingades utgå i samma match då han drabbats av en hjärnskakning efter en situation med motståndaren Mike Matheson, som senare blev avstängd i två matcher. Totalt missade Pettersson sex matcher och var tillbaka i spel den 27 oktober. Den 1 november 2018 utsågs Pettersson till månadens rookie i NHL. Veckan därpå blev han den första tonåringen på 30 år att göra tio mål på sina tio första matcher i NHL. Den 9 december gjorde Pettersson för andra gången under säsongen fem poäng i en och samma match. Dagen därpå utsågs han av NHL till veckans första stjärna. Kort därefter utsågs han för andra gången under säsongen till månadens rookie i NHL (december). Den 2 januari 2019 noterades Pettersson för sitt första hat trick i NHL, på Marcus Högberg, i en 3–4-seger mot Ottawa Senators. Dagen därpå meddelades det att han blivit uttagen att spela NHL:s All Star-match i slutet av januari 2019.

### Landslagskarriär

#### 2016–2018: Ungdoms- och juniorlandslag
2016 blev Pettersson uttagen att spela U18-VM, som detta år avgjordes i USA. Efter att laget slutat på andra plats, bakom värdnationen, i grupp A, besegrade Sverige Slovakien med 7–2 i kvartsfinal. I den efterföljande semifinalen hade Sverige en 3–5-ledning mot Kanada med mindre än åtta minuter kvar att spela, men Kanada lyckades kvittera och fick matchen till straffläggning, där Sverige sedan vann med 5–6. I finalen föll Sverige mot Finland med 1–6 och tilldelades därför ett silver. På sju matcher noterades Pettersson för åtta poäng (ett mål, sju assist).
Pettersson spelade sitt första JVM 2017 i Kanada. Sverige gick obesegrade genom gruppspelet och slog sedan ut Slovakien i kvartsfinal med 8–3. I den efterföljande semifinalen slog Kanada ut Sverige via en 5–2-seger. I bronsmatchen vann Ryssland med 1–2 sedan man avgjort matchen 33 sekunder in i förlängningsspelet. På sex spelade matcher stod Pettersson för en assistpoäng. Året därpå spelade Pettersson sitt andra JVM, i USA. Pettersson inledde Sveriges målskytte i turneringen och laget gick även denna gång obesegrat genom gruppspelet. I slutspelet slog Sverige ut både Slovakien (3–2) och USA (4–2) i kvarts-, respektive semifinal. I finalen föll Sverige med 1–3, sedan Kanada avgjort matchen med mindre än två minuter kvar att spela. På sju matcher stod Pettersson för sju poäng, varav fem mål och två assist, och slutade tvåa i lagets interna poängliga bakom Lias Andersson.

#### 2018–idag: A-landslaget
Pettersson debuterade i Tre Kronor den 29 april 2018 under Sweden Hockey Games i en 3–1-seger mot Ryssland. Därefter blev han uttagen till VM 2018 i Danmark. I gruppspelet, den 7 maj, gjorde Pettersson sitt första A-landslagsmål, på Ronan Quemener, då Sverige besegrade Frankrike med 4–0. Under en match mot Schweiz den 13 maj ådrog sig Pettersson en skada på ena tummen, vilket gjorde att han missade resten av turneringen. Sverige vann grupp A och vann sedan VM-guld sedan man, i tur och ordning, besegrat Lettland (3–2), USA (6–0) och Schweiz (3–2). På fem matcher noterades Pettersson för ett mål och två assister.

## Statistik

### Klubblag
| 2015–16    | Timrå IK          | HA         | 25  | 3  | 6  | 9   | 0  | 5  | 0  | 4  | 4  | 2 |
| 2016–17    | Timrå IK          | HA         | 43  | 19 | 22 | 41  | 14 | 3  | 2  | 4  | 6  | 0 |
| 2017–18    | Växjö Lakers      | SHL        | 44  | 24 | 32 | 56  | 14 | 13 | 10 | 9  | 19 | 4 |
| 2018–19    | Vancouver Canucks | NHL        | 71  | 28 | 38 | 66  | 12 | —  | —  | —  | —  | — |
| 2019–20    | Vancouver Canucks | NHL        | 68  | 27 | 39 | 66  | 18 | 17 | 7  | 11 | 18 | 2 |
| NHL totalt | NHL totalt        | NHL totalt | 139 | 55 | 77 | 132 | 30 | 17 | 7  | 11 | 18 | 2 |
| SHL totalt | SHL totalt        | SHL totalt | 44  | 24 | 32 | 56  | 14 | 13 | 10 | 9  | 19 | 4 |
| HA totalt  | HA totalt         | HA totalt  | 68  | 22 | 28 | 50  | 14 | 8  | 2  | 8  | 10 | 2 |

### Internationellt
| År            | Lag           | Turnering     | Matcher | Mål | Assists | Poäng | Utv. |
| ------------- | ------------- | ------------- | ------- | --- | ------- | ----- | ---- |
| 2016          | Sverige       | U18-VM        | 7       | 1   | 7       | 7     | 4    |
| 2017          | Sverige       | JVM           | 6       | 0   | 1       | 1     | 0    |
| 2018          | Sverige       | JVM           | 7       | 5   | 2       | 7     | 0    |
| 2018          | Sverige       | VM            | 5       | 1   | 2       | 3     | 0    |
| 2019          | Sverige       | VM            | 8       | 3   | 7       | 10    | 2    |
| Junior totalt | Junior totalt | Junior totalt | 20      | 6   | 10      | 16    | 4    |
| Senior totalt | Senior totalt | Senior totalt | 13      | 4   | 9       | 13    | 2    |